# Irena Nowakowska

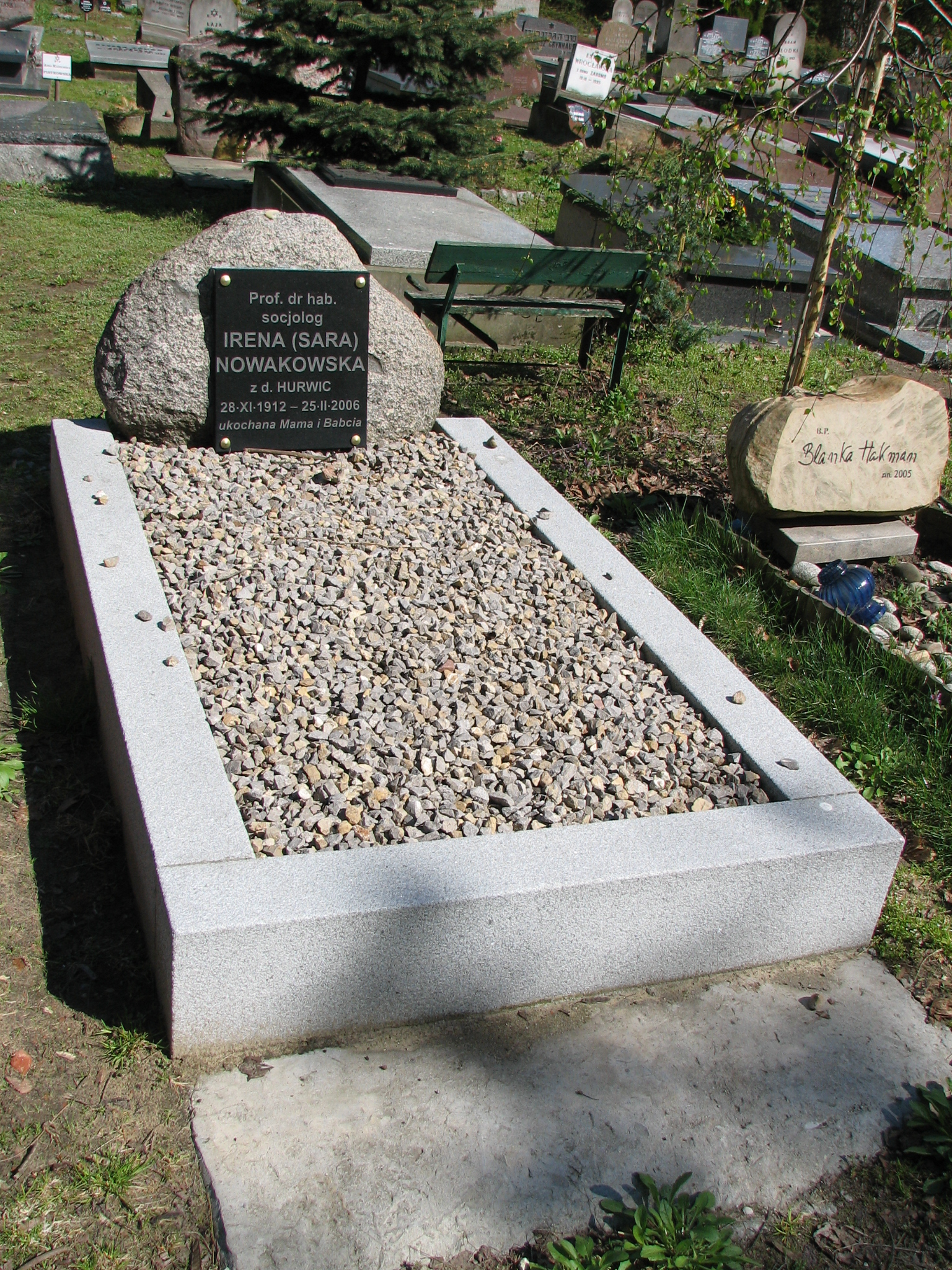
Grób Ireny Nowakowskiej na cmentarzu żydowskim przy ulicy Okopowej w Warszawie

Irena Sara Nowakowska, z domu Hurwic (ur. 28 listopada 1912 w Warszawie, zm. 25 lutego 2006 w Warszawie) – polska socjolog żydowskiego pochodzenia, uczennica Stefana Czarnowskiego.

## Życiorys
Urodziła się w Warszawie w rodzinie żydowskiej jako Sara Hurwic. Ukończyła studia historyczne na Uniwersytecie Warszawskim. Podczas studiów była członkinią Koła Socjologii Pozytywnej. Po zakończeniu II wojny światowej rozpoczęła pracę na Uniwersytecie Warszawskim. Pod kierunkiem Stanisława Ossowskiego prowadziła badania terenowe m.in. nad tożsamością i więzią społeczną ocalałych z Holokaustu Żydów. Była także profesorem w Instytucie Filozofii i Socjologii Polskiej Akademii Nauk. 
Specjalizowała się w socjologii wychowania. W 1981 roku uzyskała tytuł profesora. Od 1957 była członkiem Polskiego Towarzystwa Socjologicznego. 
Od 1952 jej mężem był socjolog Stefan Nowakowski.
Pochowana jest na cmentarzu żydowskim przy ulicy Okopowej w Warszawie (kwatera 2).